# Baishi, Xiangtan
Baishi (kinesiska: 白石) är en köping i Kina. Den ligger i provinsen Hunan, i den södra delen av landet, omkring 82 kilometer söder om provinshuvudstaden Changsha. Antalet invånare är 4535. Befolkningen består av 2 101 kvinnor och 2 434 män. Barn under 15 år utgör 14,0 %, vuxna 15-64 år 70 %, och äldre över 65 år 14,0 %.
Genomsnittlig årsnederbörd är 1 770 millimeter. Den regnigaste månaden är maj, med i genomsnitt 314 mm nederbörd, och den torraste är oktober, med 35 mm nederbörd.